# Plectoneura huntei
Plectoneura huntei là một loài bướm đêm trong họ Geometridae.